# موريسيو روا
موريسيو ميلاني روا (تلفظ برتغالي: /mawˈɾisiu ˈʁuɐ/؛ مواليد 25 نوفمبر 1981)، المعروف أيضًا باسم شوغون (بالإنجليزية: Shogun)، هو مقاتل فنون قتالية مختلطة برازيلي معتزل وعارض أزياء سابق. نافس في فئة وزن خفيف الثقيل لبطولة القتال النهائي (UFC). كما أنه بطل سابق في وزن خفيف الثقيل في يو إف سي. نافس بشكل إحترافي منذ عام 2002، روا هو أيضًا بطل جائزة برايد للوزن المتوسط 2005.

## سجل فنون القتال المختلطة
| السجل المهني |        |          |
| 42 نزال      | 27 فوز | 14 خسارة |
| ضربة قاضية   | 21     | 7        |
| إخضاع        | 1      | 3        |
| قرار القضاة  | 5      | 4        |
| تعادل        | 1      | 1        |

## وصلات خارجية
- موريسيو روا على يو إف سي (بالإنجليزية)
- سجل الفنون القتالية المختلطة المهني لـ موريسيو روا على شيردوغ (بالإنجليزية)